# Todd Phillips
Todd Phillips (New York, 20 december 1970) is een Amerikaans filmregisseur, producent en scenarioschrijver. Hij is vooral bekend als de regisseur van de films Starsky & Hutch (2004), The Hangover-trilogie (2009–2013), War Dogs (2016) en Joker (2019).

## Carrière
Todd Phillips werd in 1970 geboren in New York. Hij studeerde aan Half Hollow Hills High School in Dix Hills (New York). Nadien ging hij naar de filmschool van de Universiteit van New York, maar hij maakte zijn studies niet af omdat hij zijn eerste filmproject, de punkdocumentaire Hated: GG Allin and the Murder Junkies (1993), wilde afronden. In die periode werkte hij ook in een videotheek in East Village. Midden jaren 1990 was hij ook een van de eerste chauffeurs van het HBO-programma Taxicab Confessions.
Na zijn debuutdocumentaire Hated: GG Allin and the Murder Junkies over de controversiële punkartiest GG Allin maakte hij met Frat House een docu over studentenverenigingen. De docu ging in 1998 in première op het Sundance Film Festival maar zorgde voor controverse omdat enkele personen die in de docu aan bod kwamen, beweerden dat ze betaald waren om bepaalde gebeurtenissen na te spelen. Nadien maakte Phillips de docu Bittersweet Motel (2000) over de jamband Phish.
Toen Frat House in première ging op het Sundance Film Festival leerde hij de bekende filmmaker Ivan Reitman kennen. In dienst van Reitmans productiebedrijf Montecito Picture regisseerde Phillips de komedies Road Trip (2000) en Old School (2003).
In 2004 regisseerde Phillips de actiekomedie Starsky & Hutch, die gebaseerd was op de gelijknamige tv-serie uit de jaren 1970. Twee jaar later maakte hij met School for Scoundrels (2006) een remake van de gelijknamige Britse komedie uit 1960. Tussendoor was hij als regisseur ook even betrokken bij de mockumentary Borat (2006). Omwille van meningsverschillen met hoofdrolspeler Sacha Baron Cohen werd Phillips uiteindelijk vervangen door Larry Charles. Desondanks werd hij voor zijn bijdrage aan het verhaal van Borat genomineerd voor een Oscar in de categorie beste scenario (adaptatie).
In 2008 richtte hij het productiebedrijf Green Hat Films op. De eerste film voor zijn eigen productiebedrijf was de succesvolle komedie The Hangover (2009). De film werd gemaakt met een budget van 35 miljoen dollar en bracht wereldwijd meer dan 460 miljoen dollar op. The Hangover werd bovendien bekroond met de Golden Globe voor beste filmkomedie.
Nadien maakte Phillips met Due Date (2010) opnieuw een financieel succesvolle komedie. De film met hoofdrolspelers Robert Downey jr. en Zach Galifianakis bracht wereldwijd meer dan 210 miljoen dollar op. In de daaropvolgende jaren regisseerde Phillips twee sequels van The Hangover.
In 2012 was Phillips als producent betrokken bij de komedie Project X. In die film organiseren enkele jongeren een feestje om populair te worden. Het feest wordt echter zo groot dat het volledig uit de hand loopt. Project X zorgde voor heel wat controverse omdat het feest uit de film navolging kreeg in de echte wereld. In verschillende landen, waaronder in Nederland, werden gelijkaardige Project X-feestjes georganiseerd die uit de hand liepen.
In 2016 verfilmde Phillips met War Dogs een waargebeurd verhaal over twee twintigers die rijk werden met illegale wapenhandel. De hoofdrollen in de misdaadkomedie werden vertolkt door Jonah Hill en Miles Teller, die eerder ook al had meegewerkt aan Project X. In de daaropvolgende jaren maakte hij samen met acteur Joaquin Phoenix het misdaaddrama Joker (2019), gebaseerd op de gelijknamige superschurk uit de Batman-stripverhalen. De film leverde Phillips op het filmfestival van Venetië de Gouden Leeuw op.

## Prijzen en nominaties
| Prijs / Festival         | Film                | Categorie                    | Resultaat   |
| ------------------------ | ------------------- | ---------------------------- | ----------- |
| Sundance Film Festival   | Frat House (1998)   | Juryprijs                    | Gewonnen    |
| Academy Awards           | Borat (2006)        | Beste scenario (adaptatie)   | Genomineerd |
| WGA Awards               | Borat (2006)        | Beste scenario (adaptatie)   | Genomineerd |
| AFI Awards               | The Hangover (2009) | Film van het jaar            | Gewonnen    |
| Golden Globes            | The Hangover (2009) | Beste film (komedie/musical) | Gewonnen    |
| Filmfestival van Venetië | Joker (2019)        | Gouden Leeuw                 | Gewonnen    |

## Filmografie
| Jaar | Titel                                         | Regisseur | Scenarist | Producent |
| ---- | --------------------------------------------- | --------- | --------- | --------- |
| 1993 | Hated: GG Allin and the Murder Junkies (docu) |           |           |           |
| 1998 | Frat House (docu)                             |           |           |           |
| 2000 | Road Trip                                     |           |           |           |
| 2000 | Bittersweet Motel (docu)                      |           |           |           |
| 2003 | Old School                                    |           |           |           |
| 2004 | Starsky & Hutch                               |           |           |           |
| 2006 | All the King's Men                            |           |           |           |
| 2006 | School for Scoundrels                         |           |           |           |
| 2006 | Borat                                         |           |           |           |
| 2009 | The Hangover                                  |           |           |           |
| 2010 | Due Date                                      |           |           |           |
| 2011 | The Hangover Part II                          |           |           |           |
| 2012 | Project X                                     |           |           |           |
| 2013 | The Hangover Part III                         |           |           |           |
| 2016 | War Dogs                                      |           |           |           |
| 2018 | A Star Is Born                                |           |           |           |
| 2019 | Joker                                         |           |           |           |
| 2024 | Joker: Folie à Deux                           |           |           |           |